# 10996 Armandspitz
10996 Armandspitz è un asteroide della fascia principale. Scoperto nel 1978, presenta un'orbita caratterizzata da un semiasse maggiore pari a 3,2115521 UA e da un'eccentricità di 0,1186380, inclinata di 5,38945° rispetto all'eclittica.